# Litewscy kolporterzy książek

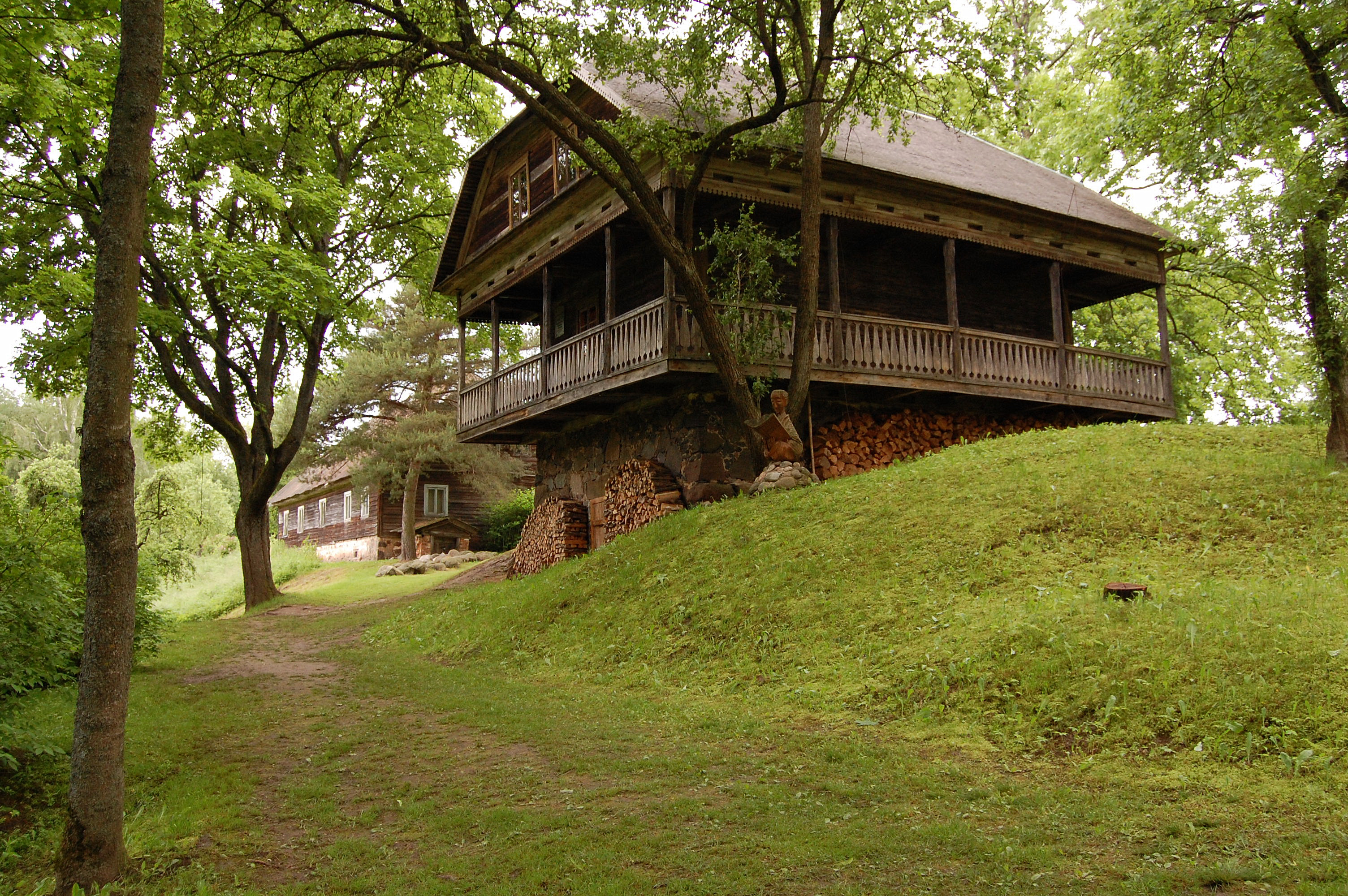
Dawny spichlerz we wsi Ustronė wykorzystywany jako kryjówka Towarzystwa Przemytu Książek Garšviai. Obecnie muzeum poświęcone Juozasowi Tumasowi-Vaižgantasowi i przemytnikom książek

Litewscy kolporterzy książek, nosiciele książek, (lit. knygnešiai) – fenomen historii litewskiej z XIX w., polegający na masowym przemycie literatury w języku litewskim z Prus i innych państw do zaboru rosyjskiego w związku z carskim zakazem druku w języku litewskim z użyciem alfabetu łacińskiego.
Muzeum litewskich kolporterów książek znajduje się w miejscowości Ustronė niedaleko Krakinowa.
W 2004 r. UNESCO uznała nielegalny kolportaż książek litewskich za unikalne zjawisko historyczne, niemające odpowiedników w innych miejscach na świecie.

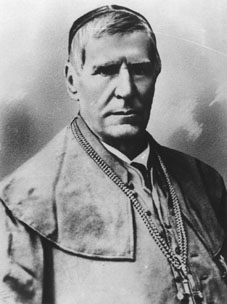
Motiejus Valančius

## Historia
Po stłumieniu powstania styczniowego na Litwie, 23 września 1865 r. minister spraw wewnętrznych Rosji Piotr Wałujew, kontynuując represje, idąc za sugestią generał-gubernatora wileńskiego Konstantina von Kaufmana, wydał okólnik nr 141, zawierający zakaz druku w dialektach litewskich i żmudzkich z użyciem alfabetu łacińskiego. Również gubernator wileński Michaił Murawjow całkowicie zakazał nauczania w języku litewskim na terenie guberni wileńskiej, natomiast w szkołach guberni kowieńskiej język litewski funkcjonował jako pomocniczy w trakcie pierwszych lat nauki.
Początkowo akcje sprzeciwu wobec zakazu carskiego organizowane były przez działaczy kościelnych. Biskup Maciej Wołonczewski stworzył pierwszą znaną organizację kolportażu literatury litewskiej. Początkowo przesłał on do Tylży za pośrednictwem Jurgisa Bielinisa pieniądze księdzu Johannowi Zabermannowi (Jonas Zabermanas) na otwarcie drukarni, a wkrótce również teksty dziewięciu broszur nawołujących do walki przeciwko rusyfikacji. 
Później pojawiły się kolejne ośrodki kolportażu prasy. Najważniejsze z nich znajdowały się w Sudorgu (Sudargas), którym kierował ks. Martynas Sederevičius, nieopodal Poniewieża, gdzie działali Vladas Putvinskis, Povilas Višinskis i Morta Zauniūtė, a także w seminarium duchownym w Sejnach i Kownie oraz w klasztorze w Kretyndze.
Z kolei Towarzystwo Przemytników Książek Garšviai, pod kierunkiem Jurgisa Bielinisa i Kazysa Ūdry, działało w sieci ponad 50 kolporterów przede wszystkim w rejonie Poniewieża i Birż.
W Wilnie powstała organizacja Dwunastu Apostołów Wileńskich, której celem było pozyskanie choćby jednego kościoła katolickiego dla obrzędów w języku litewskim.
Przemycaną z Prus literaturę litewskojęzyczną kolportowano na terenie całej dzisiejszej Litwy, a także na Suwalszczyźnie, w Rydze i Mitawie. Oprócz tego powstawały podziemne szkółki litewskie i prawie wszędzie można było nabyć prasę litewską. Skalę przedsięwzięcia ukazują nawet statystyki carskie: jedynie w latach 1900–1902 władza carska skonfiskowała 56 tysięcy druków.
Zatrzymywanych przy ówczesnej granicy niemiecko-rosyjskiej kolporterów książek poddawano torturom, a nierzadko rozstrzeliwano na miejscu. Najczęstszym wyrokiem była zsyłka na Syberię, lecz niekiedy kolporterów sadzano do więzień na okres od 1 roku do 5 lat w obwodzie mohylewskim i smoleńskim.
Ruch kolporterów książek uważany jest za ważny element historii świadomości narodowej Litwinów, który przyczynił się do odzyskania niepodległości przez Litwę 16 lutego 1918 r. i zachował się do dziś w pamięci historycznej Litwinów. Rocznica urodzin Jurgisa Bielinisa (16 marca 1846 r.), założyciela sieci nielegalnej dystrybucji literatury litewskiej obchodzona jest dziś na Litwie jako Dzień Kolportera Książek (Knygnešio diena).
W Kownie znajduje się pomnik nieznanego kolportera książek. W Polsce tablica pamiątkowa ku czci kolportera Pawła Matulewicza (lit. Povilas Matulevičius) znajduje się we wsi Krejwiany koło Puńska.

## Zobacz także
Towarzystwo Przemytników Książek Garšviai